# Turbina Banki-Michella

Turbina Banki-Michella – przepływowa turbina akcyjna. Charakteryzuje się ona szerokim strumieniem wody o przekroju prostokątnym, który przepływa dwukrotnie przez palisadę łopatkową wirnika. Wirnik zasilany jest za pomocą odpowiednio ukształtowanej kierownicy. Kierownica ta zapewnia dopływ określonej ilości wody do wirnika oraz odpowiednie ukierunkowanie strugi. W wirniku natomiast następuje zasadnicza przemiana energii wody na pracę mechaniczną, a także zmiana kierunku przepływu z promieniowego kierunku wylotu kierownicy na osiowy kierunek wylotu z wirnika. Z wirnika woda odpływa rurą ssącą, która wytwarza podciśnienie na wylocie wirnika. Wirnik i kierownica w turbinach Banki-Michella podzielone są na dwie części: wąską, która stanowi 1/3 długości i szeroką, stanowiącą pozostałe 2/3 długości. Dzięki takiemu zastosowaniu uzyskuje się dogodne dostosowanie turbiny do trzech różnych natężeń przepływu, czyli objętości wody przepływającej przez dany przekrój w czasie jednej sekundy.
Turbina Banki-Michella jest turbiną nisko i średniospadową o spadzie od 2 do 50 m, przełyku (objętości wody doprowadzonej do turbiny w ciągu jednej sekundy, łącznie z wszelkimi przeciekami i wodą odprowadzoną do układu zmniejszającego napór osiowy) od 0,02 do 7 m3∙s-1, mocy turbiny od 10 do 500 kW. Minimalne częściowe obciążenie turbiny Banki-Michella wynosi 16% a prędkość obrotowa, definiowana jako liczba obrotów jaką wykonuje wał turbiny w czasie jednej minuty kształtuje się w granicach od 150 do 1500 obr.∙min.-1. Wyróżnik szybkobieżności turbiny Banki-Michella (prędkość obrotowa turbiny geometrycznie podobnej, która przy spadzie H=1 m osiąga moc 735,498 W) kształtuje się w granicach od 30 do 200 obr.∙min.-1. 